# Rakoveț, Zbaraj
Rakoveț (în ucraineană Раковець) este localitatea de reședință a comunei Rakoveț din raionul Zbaraj, regiunea Ternopil, Ucraina.

## Demografie
Componența lingvistică a localității Rakoveț
     Ucraineană (97,85%)
     Rusă (2,15%)
Conform recensământului din 2001, majoritatea populației localității Rakoveț era vorbitoare de ucraineană (97,85%), existând în minoritate și vorbitori de rusă (2,15%).